# Santa Maria Maggiore (Firenze)
A Santa Maria Maggiore  templom Firenze történelmi központjában.
A templomot a 10. században alapították. A 13. század második felében gótikus stílusban erősen átépítették. Korai építési periódusából csak harangtornya maradt meg.
A Santa Maria Maggiore háromhajós.Fő látnivalói a főoltár melletti kápolnában kiállított 13. századi Trónoló Madonna festmény, valamint ugyanebben a kápolnában látható Salvino degli Armatinak, a szemüveg utólagos feltalálójának a sírja (1317-ben halt meg). Ugyancsak a templomban van eltemetve Brunetto Latini, Dante tanítómestere. Erkölcstelen élete miatt ugyan a pokolba helyezte, de az Isteni színjátékban, az Inferno XV. énekében szeretettel emlékezik vissza rá. A sekrestyében levő Madonna-szobor Verrocchio iskolájából származik.